# 神戸中央教会
神戸中央教会（こうべちゅうおうきょうかい）は、神戸市兵庫区にある日本イエス・キリスト教団の教会。
太平洋戦争終結後、本田弘慈が神戸市の湊川新開地で石村武治や西田昌一らと湊川伝道館の焼け跡で天幕伝道を始め、1946年12月1日に神戸福音伝道館を設立する。1947年10月にはコンセント・ハットと呼ばれる、かまぼこ形の兵舎を会堂とする。1950年9月3日に現在地に新会堂を献堂、神戸中央教会を設立する。現在の会堂は、1980年9月に献堂されたものである。
1951年7月18日から20日まで、神戸中央教会で日本イエス・キリスト教団の設立総会が行われた。

## 歴代牧師
- 初代:本田弘慈(1950年-1965年)
- 第2代:仁科博雄(1966年-2003年)
- 第3代:福田勝敏(2003年-2008年)
- 第4代:川原崎晃(2008年-現在)

## 所在地
- 兵庫県神戸市兵庫区中道通一丁目3−7

## 交通アクセス
- 神戸高速新開地駅の近く